# Krizbay Dezső Miklós
Krizbay Dezső Miklós, Krizbai Miklós, Dezső Miklós (krizbai) (? – Nagyszeben, 1864. május 4.) újságíró.

## Élete
Az 1840-es években divatos írónak számított. 1834–35-ben ismeretterjesztő cikkeket írt a Honművészbe, és az Erdélyi Híradónak is tevékeny munkatársa volt. Egy ideig a Wass családnál házitanítóként dolgozott; Kemény Zsigmondnak barátja és munkatársa volt.
Tagja volt a kolozsvári városi tanácsnak, és egyike annak a négy küldöttnek, akik Széchenyi Istvánnak megvitték országgyűlési követté választásának hírét. Az 1848–49-es forradalom és szabadságharc alatt a magyar minisztérium által kinevezett közvádlóként tevékenykedett. Stephan Ludwig Roth kivégzésekor beadta lemondását. A szabadságharc bukása után 19 évi várfogságra ítélték; több évig volt fogoly a königgrätzi és josefstadti erődökben, és az általános amnesztia során szabadult. 1860-ban a Magyar Színházi Lapokban gróf Wass Ádámné útinaplójából, melyet ő rendezett sajtó alá, közölt részleteket; ugyanitt ismertette Pataki István krónikáját. Kiszabadulása után rövid idővel elmebetegségbe esett és elhunyt.